# Узбеки в Пакистане
Узбеки в Пакистане (урду ازبک‎, узб. Pokistondagi oʻzbeklar) — этнические узбеки, живущие на территории Пакистана.

## История
Узбекское население в Пакистане сформировалось из иммигрантов из Узбекистана и Афганистана (около 7,3 % афганцев в Пакистане составляют узбеки). Узбеки в основном расселены на северо-западе Пакистана, в провинциях Хайбер-Пахтунхва (в частности, Пешаваре) и Гилгит-Балтистане. Кроме того, узбекские боевики связанные с Аль-Каидой, Исламским движением Узбекистана и Союзом исламского джихада, как полагают, скрываются в Федерально управляемых племенных территориях. Их число, по прогнозам, составляет от 500 до 5000 боевиков.

## Численность
Перепись афганских беженцев в Пакистане, проведённая в марте 2002 года, насчитала 3049 тысяч афганских беженцев, из которых 2,3% составляли узбеки, что означает, что общее число узбеков в Пакистане в 2002 году составляло около 70 тысяч. За прошедшее после переписи время часть афганских беженцев вернулась в Афганистан.

## Известные люди
- Буллех Шах — панджабский поэт, чьи предки мигрировали из Бухары, Узбекистан.